# Hadelner und Belumer Außendeich
Der Hadelner und Belumer Außendeich ist ein Naturschutzgebiet in der niedersächsischen Stadt Otterndorf und der Gemeinde Belum in der Samtgemeinde Land Hadeln im Landkreis Cuxhaven und der Gemeinde Balje in der Samtgemeinde Nordkehdingen im Landkreis Stade.

## Allgemeines
Das Naturschutzgebiet mit dem Kennzeichen NSG LÜ 100 ist rund 1.804 Hektar groß. Das Naturschutzgebiet ist Bestandteil des FFH-Gebietes „Unterelbe“ und des EU-Vogelschutzgebietes „Unterelbe“. Nach Osten schließen sich die Naturschutzgebiete „Vogelschutzgebiet Hullen“ und „Wildvogelreservat Nordkehdingen“ an das Gebiet an.
Das Gebiet steht seit dem 16. Juli 1984 unter Naturschutz. Es war zunächst 1.283 Hektar groß. Zum 28. April 2017 ging das Naturschutzgebiet „Ostemündung“, an das das Naturschutzgebiet „Hadelner und Belumer Außendeich“ im Osten direkt angrenzte, in dem Gebiet auf. Zuständige untere Naturschutzbehörden sind die Landkreise Cuxhaven und Stade und der Niedersächsische Landesbetrieb für Wasserwirtschaft, Küsten- und Naturschutz.

## Beschreibung
Das Naturschutzgebiet liegt im rund acht Kilometer langen Deichvorland zwischen der Mündung der Medem in die Elbe bzw. dem Hadelner Kanal im Westen und der Oste im Osten.
Das Naturschutzgebiet umfasst Watt- und Wasserflächen und von den Gezeiten beeinflusstes Grünland im Deichvorland. Es hat eine große Bedeutung als Brut-, Nahrungs- und Rastbiotop insbesondere für Limikolen und Wasservögel.